# A Division 1926-1927 (Irlanda)
La stagione 1926-1927 è stata la sesta edizione della League of Ireland, massimo livello del campionato di calcio irlandese.

## Classifica finale
|  | Pos. | Squadra          | Pt | G  | V  | N | P  | GF | GS | DR  |
|  | ---- | ---------------- | -- | -- | -- | - | -- | -- | -- | --- |
|  | 1.   | Shamrock Rovers  | 32 | 18 | 14 | 4 | 0  | 60 | 20 | +40 |
|  | 2.   | Shelbourne       | 29 | 18 | 13 | 3 | 2  | 63 | 24 | +39 |
|  | 3.   | Bohemians        | 25 | 18 | 10 | 5 | 3  | 36 | 24 | +12 |
|  | 4.   | Fordsons         | 17 | 18 | 7  | 3 | 8  | 34 | 32 | +2  |
|  | 5.   | Athlone Town     | 17 | 18 | 6  | 5 | 7  | 41 | 43 | -2  |
|  | 6.   | Bray Unknowns    | 13 | 18 | 6  | 1 | 11 | 37 | 58 | -21 |
|  | 7.   | Jacobs           | 13 | 18 | 5  | 3 | 10 | 23 | 47 | -24 |
|  | 8.   | Dundalk          | 12 | 18 | 3  | 6 | 9  | 30 | 40 | -10 |
|  | 9.   | St. James's Gate | 12 | 18 | 5  | 2 | 11 | 30 | 49 | -19 |
|  | 10.  | Brideville       | 10 | 18 | 2  | 6 | 10 | 22 | 39 | -17 |

Legenda:

         Campione d'Irlanda.
Note:
Due punti a vittoria, uno a pareggio, zero a sconfitta.

## Statistiche

### Primati stagionali
| Record - Maggior numero di vittorie: Shamrock Rovers (14) - Minor numero di sconfitte: Shamrock Rovers (0) - Miglior attacco: Shelbourne (63) - Miglior difesa: Shamrock Rovers (20) - Miglior differenza reti: Shamrock Rovers (+40) - Maggior numero di pareggi: Dundalk e Brideville (6) - Minor numero di vittorie: Brideville (2) - Maggior numero di sconfitte: Bray Unknowns e St. James's Gate (11) - Peggiore attacco: Brideville (22) - Peggior difesa: Bray Unknowns (58) - Peggior differenza reti: Jacobs (-24) |